# Leiteit
Leiteit ist ein sehr selten vorkommendes Mineral aus der Mineralklasse der „Oxide und Hydroxide“. Er kristallisiert im monoklinen Kristallsystem mit der idealisierten chemischen Zusammensetzung ZnAs2O4 und ist damit chemisch gesehen ein Zink-Arsenit, genauer ein Arsenit mit Kettenstruktur, für die [As2O4]2−-Gruppen charakteristisch sind.
Leiteit entwickelt nur selten Kristalle, die parallel verwachsen sind und pyramidale Endflächen zeigen. Wesentlich häufiger sind leicht spaltbare, seidenglänzende und flexible Massen bis 17 cm Länge, die nur selten auf einer Matrix sitzen und häufig auch keine Begleitminerale besitzen.

## Etymologie und Geschichte
Als Entdecker des Leiteits gilt der portugiesischstämmige südafrikanische Hobbymineraloge Luis Antonio Bravo Teixeira-Leite (1942–1999), dem das Mineral Anfang der 1970er Jahre unter anderen Stufen aus Tsumeb aufgefallen war. Entsprechende Untersuchungen führten zur Feststellung des Vorliegens eines neuen Minerals, welches 1976 von der International Mineralogical Association (IMA) anerkannt und 1977 von einem französisch-US-amerikanischen Forscherteam mit Fabien P. Cesbron, Richard C. Erd, Gerald K. Czamanski und Hélène Vachey als Leiteit beschrieben wurde. Benannt wurde das Mineral nach seinem Entdecker Luis Antonio Bravo Teixeira-Leite.
Typmaterial des Minerals wird an der Universität Pierre und Marie Curie, Paris in Frankreich; im Natural History Museum, London im Vereinigten Königreich (Katalog-Nr. 1976,432); im Royal Ontario Museum, Toronto in Kanada (Katalog-Nr. M34727), und im National Museum of Natural History, Washington, D.C. (Katalog-Nr. 137105), aufbewahrt.

## Klassifikation
In der mittlerweile veralteten, aber noch gebräuchlichen 8. Auflage der Mineralsystematik nach Strunz gehörte der Leiteit zur Abteilung der „Arsenite (mit As3+)“, wo er zusammen mit Manganarsit und Trippkeit die Gruppe der „Arsenite mit Kettenstruktur [As2O4]2−-Gruppen“ mit der System-Nr. IV/J.10 bildete.
Die seit 2001 gültige und von der International Mineralogical Association (IMA) verwendete 9. Auflage der Strunz’schen Mineralsystematik ordnet den Leiteit dagegen in die neu definierte Abteilung der „Arsenite, Antimonite, Bismutite, Sulfite, Selenite und Tellurite“ ein. Diese ist zudem weiter unterteilt nach der möglichen Anwesenheit von Kristallwasser und/oder zusätzlicher Anionen, so dass das Mineral entsprechend seiner Zusammensetzung in der Unterabteilung „Arsenite, Antimonide, Bismutite; ohne zusätzliche Anionen, ohne H2O“ zu finden ist, wo es als einziges Mitglied die unbenannte Gruppe 4.JA.05 bildet.
Die vorwiegend im englischen Sprachraum gebräuchliche Systematik der Minerale nach Dana ordnet den Leiteit hingegen in die Klasse der „Phosphate, Arsenate und Vanadate“ und dort in die Abteilung der „Sauren und normalen Antimonite, Arsenite und Phosphite“ ein. Hier ist er als einziges Mitglied in der unbenannten Gruppe 45.01.07 innerhalb der Unterabteilung „Saure und normale Antimonite, Arsenite und Phosphite mit verschiedenen Formeln“ zu finden.

## Kristallstruktur
Leiteit kristallisiert im monoklinen Kristallsystem in der Raumgruppe P21/c (Raumgruppen-Nr. 14) mit den Gitterparametern a = 4,54 Å; b = 5,02 Å; c = 17,60 Å und β = 90,8° sowie vier Formeleinheiten pro Elementarzelle.
Die Baueinheiten der Kristallstruktur des Leiteits bestehen aus einer offenen Schicht aus eckenverknüpften Zn-Tetraedern parallel (001) sowie aus einzelnen Arsenit-Ketten parallel [100]. Jede Zink-Tetraeder-Schicht wird auf beiden Seiten von Arsenit-Ketten flankiert. Die resultierenden zusammengesetzten Schichten sind durch lange As-O-Bindungen quervernetzt. Die ausgezeichnete Spaltbarkeit des Leiteits entsteht durch diese schwachen As-O-Bindungen. Die Struktur des Leiteits unterscheidet sich deutlich von der seines chemischen Analogons Trippkeit und repräsentiert einen neuen Strukturtyp.

## Eigenschaften

### Morphologie
In Tsumeb bildete Leiteit seltener Kristalle, sondern oft nur charakteristische gipsähnliche (marienglasartige), leicht spaltbare Aggregate und flexible Massen bis 17 cm Länge, die nur selten auf einer Matrix sitzen und häufig auch keine Begleitminerale besitzen. Die ersten in Tsumeb gefundenen Leiteite bestanden aus Spaltstücken ohne Terminierungen. Aus dem 1992 geöffneten „Zinc Pocket“ wurden nahezu isometrische, beidseitig mit scharfkantigen Endflächen terminierte Kristalle bis zu 4 cm Größe geborgen; daneben kamen auch langprismatische, bis 5 cm große Kristalle, ebenfalls beidseitig mit Endflächen, zum Vorschein. In einem dritten Hohlraum wurden bis 17 × 5 × 5 cm große, prismatische und gestreifte Leiteit-Kristalle mit Terminierungen an beiden Kristallenden, eingebettet in einen roten Ton, gefunden. Alle diese Kristalle aus dem dritten Pocket sollen aufgrund der Durchsichtigkeit verschliffen worden sein.

### Physikalische und chemische Eigenschaften
Die Kristalle des Leiteits sind farblos, gelblich, blassbraun, rötlichbraun bis braun. Die Strichfarbe des Minerals wird in der Originalpublikation nicht angegeben, dürfte jedoch je nach Farbton weiß bis schwach bräunlich sein. Die Oberflächen der durchsichtigen Kristalle weisen einen seidenartigen Glanz, auf Spaltflächen Perlmuttglanz auf.
Das Mineral besitzt eine vollkommene Spaltbarkeit nach {001}, wobei die Spaltblättchen unelastisch biegsam und sogar etwas schneidbar sind. Mit einer Mohshärte von 1,5 bis 2 gehört Leiteit zu den weichen Mineralen, die sich etwas leichter als das Referenzmineral Gips mit dem Fingernagel ritzen lassen. Die berechnete Dichte des Minerals liegt bei 4,619 g/cm³.
Leiteit löst sich langsam in 1:1 verdünnter Salzsäure auf.

## Modifikationen und Varietäten
Leiteit ist das zinkdominante Analogon zum kupferdominierten Trippkeit, Cu[As2O4], ohne isotyp (isostrukturell) zu diesem zu sein.

## Bildung und Fundorte

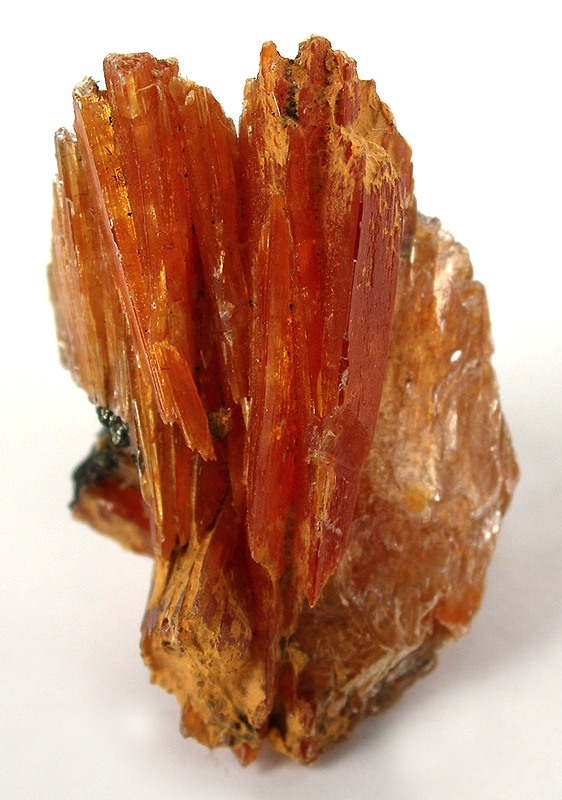
Von orangerotem Ludlockit begleiteter perlweißer Leiteit aus der Tsumeb Mine (Stufengröße: 2,8 × 1,8 × 1,2 cm)

Das Mineral konnte bisher (Stand 2016) nur an seiner Typlokalität, der weltberühmten Cu-Pb-Zn-Ag-Ge-Cd-Lagerstätte „Tsumeb Mine“ (Tsumcorp Mine) bei Tsumeb in der namibischen Region Oshikoto, sicher nachgewiesen werden.
Leiteit ist ein typisches Sekundärmineral und bildete sich bei niedrigen Temperaturen in der Oxidationszone der in Dolomitsteinen sitzenden hydrothermalen polymetallischen Erzlagerstätte Tsumeb zusammen mit anderen zink- und arsenhaltigen Mineralen. Aufgrund des gehäuften Auftretens von Arsenit-Mineralen auf der 44. und 45. Sohle ist davon auszugehen, dass zum Zeitpunkt der Bildung dieser Minerale hier eine reduzierende, an Sauerstoff defizitäre Atmosphäre geherrscht haben muss.
Wenngleich auch viele Leiteitstufen monomineralisch und ohne Matrix in die Sammlungen kommen, existieren doch charakteristische Vergesellschaftungen, besonders schön vor allem mit rotem Ludlockit und hellgrünem Reinerit. Leiteit kann in den Primärerzmineralen Chalkosin, Tennantit und Germanit sitzen und neben den genannten Sekundärmineralen noch von Schneiderhöhnit, zinkhaltigem Stottit, Zinkroselith, Tsumcorit, Stranskiit, Legrandit und Smithsonit begleitet werden.
Spektakuläre Leiteit-Kristalle kamen aus dem 1992 auf der 44. Sohle in Tsumeb angetroffenen, 10 cm Durchmesser aufweisenden „Zinc Pocket“, die dazu von einer farbenfrohen Suite von Paragenesemineralen begleitet wurden. Die Ausscheidungsfolge war (vom ältesten zum jüngsten Mineral) seidenweißer Leiteit → seegrüner Reinerit → orangefarbenes Legrandit → weißer Adamin → elfenbeifarbener Paradamin → rosa Smithsonit. Auch die 45. Sohle lieferte zahlreiche Stufen, so dass man das Mineral als häufig zu betrachten begann. Die Begleitminerale des Leiteits im dritten wichtigen Pocket in Tsumeb waren nadeliger, weißer Adamin, kleine blaue kugelige Köttigit-Aggregate sowie ein neues blaues K-Cu-Zn-Fe-As-Mineral („Mineral GS4“), welches bis heute noch nicht vollständig identifiziert ist.
An drei weiteren Fundorten glaubte man zunächst ebenfalls, Leiteit entdeckt zu haben. Neuere Analysen widerlegten jedoch diese Entdeckungen inzwischen größtenteils.
Der 1992 von K. Schebesta publizierte Fund auf den Schlackenhalden bei Walchen nahe Öblarn im österreichischen Bundesland Steiermark wurden 2013 nach einer Zweitanalyse durch Uwe Kolitsch (* 1966) als Valentinit identifiziert.
Günther Schnorrer-Köhler gab 1988 eine unspezifizierte Schlackenfundplätze im niedersächsischen Harzgebirge und 1989 die Caspari-Schmelzhütte bei der Caspari-Zeche in Uentrop (Arnsberger Wald, Sauerland) in Nordrhein-Westfalen als neue Fundorte für Leiteit bekannt. Die Funde aus der Caspari-Schmelzhütte gelten seit 1993 nach Neuanalysen durch G. Blaß und H. W. Graf als zweifelhaft, da alle angeblichen Leiteitfunde als Valentinit identifiziert wurden.
Auch ein Fundort in Frankreich, genauer die „Le Bocard“-Schlackenfundstelle an der Schmelzhütte Vialas unweit der gleichnamigen Ortschaft im Département Lozère wird in Zweifel gezogen. Nach einem Vergleich von Fotos analysierter Valentinite aus anderen Schlackenlokalitäten mit denen aus der Schmelzhütte Vialas wird vermutet, dass es sich hier ebenfalls um Valentinit handeln könnte. Bestätigt wurde diese Vermutung allerdings bisher (Stand 2017) noch nicht.

## Verwendung

### Als Rohstoff
Mit ZnO-Gehalten von 28,5 % wäre Leiteit ein Zinkerz, ist dafür allerdings viel zu selten und auch für den Mineralsammler wesentlich interessanter.

### Als Schmuckstein
Der gesamte Inhalt eines Pockets aus der Tsumeb Mine mit besonders schönen und großen, völlig durchsichtigen Leiteit-Kristallen ist verschliffen worden.